# Brahim Darri
Brahim Darri (Amersfoort, 14 settembre 1994) è un calciatore olandese di origini marocchine, attaccante svincolato.

## Statistiche

### Presenze e reti nei club
Statistiche aggiornate al 28 agosto 2018.
| Stagione               | Squadra                | Campionato             | Campionato | Campionato | Coppe nazionali | Coppe nazionali | Coppe nazionali | Coppe continentali | Coppe continentali | Coppe continentali | Altre coppe | Altre coppe | Altre coppe | Totale | Totale | Totale |
| Stagione               | Squadra                | Comp                   | Pres       | Reti       | Comp            | Pres            | Reti            | Comp               | Pres               | Reti               | Comp        | Pres        | Reti        | Pres   | Reti   |        |
| ---------------------- | ---------------------- | ---------------------- | ---------- | ---------- | --------------- | --------------- | --------------- | ------------------ | ------------------ | ------------------ | ----------- | ----------- | ----------- | ------ | ------ | ------ |
| 2011-2012              | Vitesse                | E                      | 1          | 0          | CO              | -               | -               | -                  | -                  | -                  | -           | -           | -           | 1      | 0      |        |
| 2012-2013              | Vitesse                | E                      | 2          | 0          | CO              | 1               | 1               | -                  | -                  | -                  | -           | -           | -           | 3      | 1      |        |
| 2013-gen. 2014         | Vitesse                | E                      | 0          | 0          | CO              | 1               | 0               | -                  | -                  | -                  | -           | -           | -           | 1      | 0      |        |
| Totale Vitesse         | Totale Vitesse         | Totale Vitesse         | 3          | 0          |                 | 2               | 1               |                    | -                  | -                  |             | -           | -           | 5      | 1      |        |
| gen.-giu. 2014         | De Graafschap          | ED                     | 13+1       | 1          | CO              | -               | -               | -                  | -                  | -                  | -           | -           | -           | 14     | 1      |        |
| gen.-giu. 2015         | Heracles Almelo        | E                      | 15         | 2          | CO              | -               | -               | -                  | -                  | -                  | -           | -           | -           | 15     | 2      |        |
| 2015-2016              | Heracles Almelo        | E                      | 31+4       | 1+1        | CO              | 2               | 0               | -                  | -                  | -                  | -           | -           | -           | 37     | 2      |        |
| 2016-2017              | Heracles Almelo        | E                      | 29         | 2          | CO              | 3               | 1               | UEL                | 1                  | 0                  | -           | -           | -           | 33     | 3      |        |
| 2017-2018              | Heracles Almelo        | E                      | 17         | 1          | CO              | 2               | 0               | -                  | -                  | -                  | -           | -           | -           | 19     | 1      |        |
| Totale Heracles Almelo | Totale Heracles Almelo | Totale Heracles Almelo | 92+4       | 6+1        |                 | 7               | 1               |                    | 1                  | 0                  |             | -           | -           | 104    | 8      |        |
| 2018-2019              | NEC Nijmegen           | ED                     | 2          | 0          | CO              | 0               | 0               | -                  | -                  | -                  | -           | -           | -           | 2      | 0      |        |
| Totale carriera        | Totale carriera        | Totale carriera        | 110+5      | 7+1        |                 | 9               | 2               |                    | 1                  | 0                  |             | -           | -           | 125    | 10     |        |